# Eupteryx australis
Eupteryx australis är en insektsart som beskrevs av Heller och Rauno E. Linnavuori 1968. Eupteryx australis ingår i släktet Eupteryx och familjen dvärgstritar.
Artens utbredningsområde är Etiopien. Inga underarter finns listade i Catalogue of Life.